# Formskrift

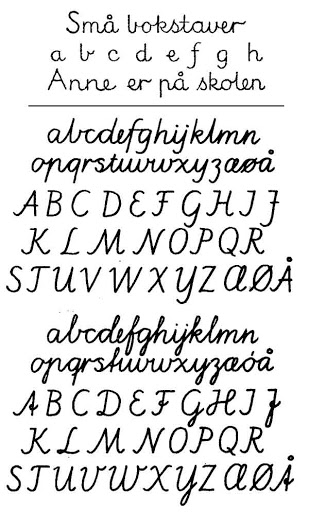
Formskrift

Le formskrift est un style d’écriture manuscrite cursive scolaire développé par Alvhild Bjerkenes dans les années 1940, initialement utilisé en Norvège et introduit au Danemark par Christian Clemens Hansen en 1952.